# Жолт Баумгартнер
Жолт Баумгартнер (на унгарски: Baumgartner Zsolt) е унгарски автомобилен състезател, пилот от Формула 1.
Роден е на 1 януари 1981 година в Дебрецен, Унгария.